# Тресанти (Фођа)
Тресанти (итал. Tressanti) је насеље у Италији у округу Фођа, региону Апулија.
Према процени из 2011. у насељу је живело 46 становника. Насеље се налази на надморској висини од 18 м.